# مارك واينبرغر
مارك واينبرغر (بالإنجليزية: Mark Weinberger)‏ رجل أعمال أمريكي، يشغل حاليًا منصب رئيس مجلس الإدارة والرئيس التنفيذي في شركة إرنست ويونغ.

## السيرة الذاتية
وُلد واينبرغر في مدينة سكرانتون، في ولاية بنسلفانيا. حاز على شهادة البكالوريوس من جامعة إيموري، وشهادة ماجستير في إدارة الأعمال وبكالوريوس في الحقوق من جامعة كايس ويستيرن وشهادة ماجستير في الحقوق من معهد القانون في جامعة جورجتاون.

## المسيرة المهنية
انضم واينبرغر إلى إرنست ويونغ عام 1987 كموظف مبتدئ. انتقل عام 1990 إلى القطاع العام وتولى منصب مستشار الضرائب لصالح عضو مجلس الشيوخ الأمريكي جون سي دانفورث. شغل واينبرغر أيضًا منصب مدير لجنة الاستحقاق والإصلاح الضريبي عام 1994.
في مارس 1996، شارك في تأسيس مكتب المحاماة «واشنطن كاونسل، بي سي» وفي مايو من عام 2000 اندمج هذا المكتب مع شركة إرنست ويونغ وأصبح واينبرغر مدير مصلحة الضرائب الوطنية في إرنست ويونغ في الولايات المتحدة.وفي وقت لاحق من ذلك العام، عاد واينبرغر من جديد للعمل في القطاع العام عندما عيّنه الرئيس كلينتون في المجلس الاستشاري للضمان الاجتماعي. وإثر استقالة جوناثان تاليسمان، أصبح وينبرغر مساعد وزير الخزانة للسياسة الضريبية في وزارة الخزانة الأمريكية
في أبريل 2002 استقال من هذا المنصب وانضم من جديد إلى إرنست ويونغ ليشغل منصب وكيل نائب رئيس خدمات الضرائب في الأمريكيتين.وهو يتولّى حاليًا منصب رئيس مجلس الإدارة والرئيس التنفيذي في شركة إرنست ويونغ، ومقرّه في واشنطن.وقد خلف رئيس مجلس الإدارة والرئيس التنفيذي المتقاعد جيم تورلي في يوليو 2013
يترأس واينبرغر مجلس إدارة لجنة الضرائب، واللجنة الأمريكية لتكوين رأس المال، ومدرسة بوليز.وفي ديسمبر من العام 2012 تسلّم جائزة الإنجاز من رابطة مكافحة التشهير

## الحياة الشخصية
واينبرغر متزوّج وأب لأربعة. ومن هواياته التزلج ولعب كرة المضرب.